# الرابطة التونسية المحترفة الثانية 2009–10
الرابطة التونسية المحترفة الثانية لكرة القدم 2009–10 هو موسم من الرابطة التونسية المحترفة الثانية لكرة القدم. فاز فيه المستقبل الرياضي بالمرسى.